# Хлюстин, Пётр Андреевич
Пётр Андре́евич Хлю́стин (1926—1944) — стрелок 220-го гвардейского стрелкового полка (79-й гвардейской стрелковой дивизии, 28-го гвардейского стрелкового корпуса, 8-й гвардейской армии, 1-го Белорусского фронта, гвардии красноармеец. Герой Советского Союза.

## Биография
Родился в 1926 году в деревне Заньково (ныне — Мещовского района Калужской области) в крестьянской семье. Русский. Образование незаконченное среднее.
В Красной Армии с марта 1944 года. В действующей армии с июля 1944 года.
Стрелок 220-го гвардейского стрелкового полка гвардии красноармеец Пётр Xлюстин в бою 8 августа 1944 года за расширение плацдарма на левом берегу реки Висла в районе польского села Магнушев при отражении танковой атаки противника сжёг вражеский танк. В критический момент боя гвардеец со связкой гранат бросился под второй гитлеровский танк и ценой своей жизни уничтожил его.

## Награды
Указом Президиума Верховного Совета СССР от 24 марта 1945 года за образцовое выполнение боевых заданий командования на фронте борьбы с немецко-фашистским захватчиками и проявленные при этом мужество и героизм гвардии красноармейцу Xлюстину Петру Андреевичу посмертно присвоено звание Героя Советского Союза.
Награждён орденом Ленина. 

## Память
- Навечно зачислен в списки воинской части.
- В городе Мещовске — районном центре Мещовского района Калужской области именем Героя названа одна из улиц.

## Награды и звания
- Звание Героя Советского Союза (Указ Президиума Верховного Совета СССР от 24 марта 1945 года):
  - орден Ленина,
  - медаль «Золотая Звезда».